# Spigelia heliotropoides
Spigelia heliotropoides är en tvåhjärtbladig växtart som först beskrevs av Johann Baptist Emanuel Pohl, och fick sitt nu gällande namn av E. F. Guimaraes och Fontella. Spigelia heliotropoides ingår i släktet Spigelia och familjen Loganiaceae. Inga underarter finns listade i Catalogue of Life.